# NGC 2193
NGC 2193 (również ESO 86-SC57) – gromada otwarta, znajdująca się w gwiazdozbiorze Złotej Ryby. Należy do Wielkiego Obłoku Magellana. Odkrył ją John Herschel 3 grudnia 1834 roku.